# Esben Sloth Andersen
Esben Sloth Andersen er professor i økonomi ved Aalborg Universitet. Han er som en af Aalborg Universitets mest fremtrædende forskere et globalt navn inden for sin forskning. Han har bidraget til, at Aalborg Universitet har fået status som ”(…) kraftcenter for innovationsforskning internationalt og i Danmark.”

## Uddannelse og karriere
Esben Sloth Andersen er uddannet ved København Universitet i 1986, mens han ved Roskilde Universitetscenter modtog sin ph.d.-grad i 1994. Med afhandlingen Schumpeter's Evolutionary Economics: A Theoretical, Historical and Statistical Analysis of the Engine of Capitalism opnåede han i 2010 doktorgraden.
Esben Sloth Andersens primære forskningsområder er inden for den såkaldte evolutionær økonomi med vægt på innovation og dennes rolle for økonomisk vækst. Derudover har han beskæftiget sig med computersimuleringer samt teorihistorie.
Inden for sidstnævnte emne modtog Esben Sloth Andersen i 2010 European Association for Evolutionary Political Economy’s ”Gunnar Myrdal Pris”.